# Пауль Бона
Пауль Бона (нім. Paul Bona; 1 січня 1895, Берлін, Німецька імперія — 6 червня 1917, Аллемон, Франція) — німецький льотчик-ас, лейтенант Імперської армії.

## Біографія
Учасник Першої світової війни. З грудня 1916 року літав у складі 1-ї винищувальної ескадрильї. Першу офіційну перемогу здобув 26 грудня 1916 року. Наступного дня Бона отримав поранення під час бою проти винищувачів FE 2 з 11-ї ескадрильї. Його противниками були британці капітан Дж. Б. Квестед та лейтенант Г. Дж. Діксі. На початку 1917 року повернувся на фронт. Здобув ще п'ять перемог. Загинув 6 червня 1917 року у бою над Аллемоном: о 12.05 винищувач Бона втратив крила під час переслідування літаком союзників. Похований на цвинтарі Montaigu II в Ені.